# Теторосо (Кунео)
Теторосо је насеље у Италији у округу Кунео, региону Пијемонт.
Према процени из 2011. у насељу је живело 945 становника. Насеље се налази на надморској висини од 661 м.